# 阿兰·贝尔纳
阿兰·贝尔纳（法語：Alain Bernard，1983年5月1日—），生於欧巴涅，法國男子游泳運動員。
在2008年北京奧運會上，貝爾納贏得3面獎牌。為法國贏得4x100米接力銀牌後，他隨即贏得100米自由泳金牌。
貝爾納是前100米自由泳游泳的世界紀錄保持者，在2008年3月22日舉行的歐錦賽決賽中，他的成绩是47秒50。在前一天，他已經在準決賽破了一次世界紀錄，時間為47秒60。3月23日，他亦破了50米自由泳的世界紀錄，時間為21秒50，但只保持了4天便被澳洲的埃蒙·沙利文所取代。沙利文在北京奧运会4x100米接力賽初賽再破貝爾納的100米世界紀錄。貝爾納雖在準決賽游出47秒20，但沙利文卻在之後一場準決賽游出47分05。
在卡斯特利鎮直升機空難逃過一劫。

## 2008北京奧運
在法國泳賽，貝爾納在50米和100米自由泳分別游出21秒69和47秒82的成绩，取得2008年北京奧運會的入場劵。2004年的雅典奧運，貝爾納不幸地患上传染性单核白血球增多症和住血原蟲病而無法參加。因此這是他第一次參與奧運。
在北京奧運的預備階段，当貝爾納被問及将要参加4x100米接力的美國泳隊時，他說：「美國人?我們要去打敗他們。這是我們來的原因。」
结果他的隊伍只敗給美國0.08秒，取得银牌。貝爾納的隊友已為他帶來一個身位的優勢，但卻被為美國隊游最後一棒的贾森·莱扎克收復失地。萊扎克游出46秒06，破了接力段速最快紀錄。
据貝爾納的教練說，如此惜败對貝爾納來說是很大的打擊。但是，他在100米自由泳游泳中重新振作，贏得金牌，但萊札克自和巴西選手西埃洛平分銅牌。貝爾納為法國人取得歷來第二面游泳金牌，而第一次要數到1952年赫爾辛基奧運，让·布瓦特贏得400米自由泳金牌。他其後在50米自由泳決賽，敗給巴西的西埃洛和同胞阿莫里·勒沃。這是法國泳隊首次有兩名選手站上頒獎台。

## 個人最佳時間
| 項目                                               | 長池       | 短池       |
| -------------------------------------------------- | ---------- | ---------- |
| 50米自由泳                                         | 21.50      | 21.59      |
| 100米自由泳                                        | 47.20 (ER) | 46.39 (NR) |
| 200米自由泳                                        | 1:50.95    | 1:46.43    |
| 註:(WR) – 世界紀錄 (ER) - 歐洲紀錄 (NR) – 法國紀錄 |            |            |

## 榮譽

### 奧運
- 北京奧運 :
  -  男子100米自由泳金牌
  -  男子4x100米自由泳接力銀牌
  -  男子50米自由泳銅牌

### 世錦賽
- 2007年世界游泳錦標賽  :
  -  男子4x100米個人四式銅牌

### 歐錦賽

#### 長池
- 2006年歐錦賽 :
  -  男子4x100米自由泳銅牌
- 2008年歐錦賽 :
  -  男子50米自由泳金牌
  -  男子100米自由泳金牌

#### 短池
- 2005年歐錦賽  :
  -  男子4x50米四式銀牌
- 2006年歐錦賽 :
  -  男子4x50米四式銀牌
  -  男子100米自由泳銅牌
- 2007年歐錦賽 :
  -  男子100米自由泳金牌
  -  男子4x50米四式銀牌
  -  男子50米自由泳銅牌

## 外部連結
- swimrankings.net （页面存档备份，存于） Bernard, Alain - Swim Rankings by GeoLogix AG, Switzerland.
- （法文） Fiche de Bernard （页面存档备份，存于）, Website of the sports daily L'Équipe.
- Results & Videos on SwimPassion.net
- "Alain Bernard" （页面存档备份，存于）, n°29 on 時代雜誌 's list of "100 Olympic Athletes To Watch"

| 紀錄               | 紀錄                                                                             | 紀錄               |
| ------------------ | -------------------------------------------------------------------------------- | ------------------ |
| 前任： 埃蒙·沙利文 | 男子100米自由泳世界纪录保持者（長池） 2008年3月21日至2008年8月11日 2008年8月13日 | 繼任： 埃蒙·沙利文 |